# Tanyproctus indescriptus
Tanyproctus indescriptus är en skalbaggsart som beskrevs av Baraud 1979. Tanyproctus indescriptus ingår i släktet Tanyproctus och familjen Melolonthidae. Inga underarter finns listade i Catalogue of Life.